# احتجاجات بيرو 2020
الاحتجاجات في بيرو 2020 هي سلسلة من المظاهرات انطلقت عُقب إزاحة الرئيس مارتن فيزكارا عن الرئاسة، بدأت في 9 نوفمبر 2020.
اعتبرت إقالة مارتن فيزكارا المثيرة للجدل على أنها انقلاب من قبل العديد من البيروفيين، والمحللين السياسيين ووسائل الإعلام في البلاد  وسجلت احتجاجات حاشدة في عدة مدن في البلاد، للتعبير عن غضبهم من شغور منصب الرئيس ورفض تنصيب رئيس الكونغرس مانويل ميرينو. عند توليه منصبه، شكل ميرينو حكومة يمينية متطرفة بدعم من أميرالات البحرية البيروفية.
ووُصفت الاحتجاجات بأنها أكبر مظاهرات شهدتها بيرو خلال العقدين الماضيين، ونظمتها مجموعات شعبية من الشباب البيروفي على وسائل التواصل الاجتماعي. وقد أدانت العديد من منظمات حقوق الإنسان، بما في ذلك الأمم المتحدة في بيرو، ولجنة البلدان الأمريكية لحقوق الإنسان (IACHR)، ومنظمة العفو الدولية الاستجابة غير المتناسبة من قبل السلطات.
استقال غالبية وزراء حكومة ميرينو من مناصبهم بعد تقارير عن مقتل المتظاهرين على يد السلطات في 14 نوفمبر، بينما استقال ميرينو في اليوم التالي؛ والذي تولى الرئاسة لمدة خمسة أيام.

## خلفية
اِنتُخب مارتن فيزكارا كنائب أول لرئيس بيرو في الانتخابات العامة لعام 2016، مع بيدرو بابلو كوشينسكي من حزب بيروانوس بور إل كامبيو، وفي 23 مارس 2018  أدى فيزكارا اليمين الدستورية كرئيس لبيرو بعد استقالة الرئيس كوتشينسكي. بعد أدائه اليمين الدستورية، صرح فيزكارا «لدينا ما يكفي»، متعهدا بمكافحة الفساد كرئيس.

### معارضة الكونغرس
طوال فترة فيزكارا، واجه معارضة من كونغرس بيرو. واجه في البداية معارضة من مؤتمر فوجيموريست عند الضغط من أجل الاستفتاء الدستوري في عام 2018، وهي انتخابات أسفرت عن قوانين تحظر التمويل الخاص للحملات السياسية وحظر إعادة انتخاب المشرعين. في عام 2019، واصل مؤتمر فوجيموري تأخير إصلاحات فيزكارا، حيث حل فيزكارا لاحقًا المؤتمر بعد تقديم اقتراح حجب الثقة، قائلاً إنه «من الواضح أن ديمقراطية أمتنا في خطر».
عقدت انتخابات تشريعية في وقت لاحق في 26 يناير 2020 والتي حلت محل المؤتمر المنحل، مع استبدال أحزاب الوسط بأغلبية فوجيموري في الكونغرس. وصف المحللان دييغو بيريرا ولوسيلا باربيتو من جي بي مورغان تشيس المؤتمر الجديد بأنه «أكثر عداوة لحكومة [فيزكارا] من الحكومة السابقة» بينما كتبت أمريكاز كوارترلي أن الأحزاب اليمينية الرئيسية الأربعة في الكونغرس - التحالف من أجل التقدم، وبوديموس بيرو، والعمل الشعبي، والاتحاد من أجل بيرو - تخشى تدابير مكافحة الفساد التي اتخذها فيزكارا بشأن تمويل الحملات الانتخابية والشفافية السياسية ومشاركة الأشخاص المدانين في الحكومة.
مع تراجع اقتصاد بيرو بسبب جائحة فيروس كورونا في بيرو 2020، واجه فيزكارا ضغوطًا سياسية متزايدة من المؤتمر الذي افتتح حديثًا برئاسة مانويل ميرينو، مع سيطرة من يعارضون فيزكارا على غالبية الهيئة التشريعية. أخيرًا في 5 يوليو 2020، اقترح فيزكارا إجراء استفتاء خلال الانتخابات العامة البيروفية لعام 2021 لإزالة الحصانة البرلمانية، على الرغم من أن الكونغرس سرعان ما استجاب بالإجماع في تلك الليلة نفسها لتمرير مشروع قانون الحصانة الخاصة بهم التي تضمنت مقترحات لرفع الحصانة من الرئيس والمحكمة الدستورية وأمين حقوق الإنسان، في حين عززت أيضا بعض حالات الحصانة البرلمانية.

### إقالة وعزل فيزكارا

#### المحاولة الأولى للعزل
في أوائل عام 2020، بدأت التحقيقات حول عقد لمغني غير معروف اسمه ريتشارد سيسنيروس لإلقاء خطب لوزارة الثقافة. قاد عملية العزل الأولى أنتورو هومالا وحزبه «الاتحاد من أجل بيرو»، وفقًا لتقارير في بيرو. حُكم على هومالا بالسجن لمدة 19 عامًا بعد انتفاضة أنداهوايلازو ضد الرئيس أليخاندرو توليدو والتي أسفرت عن مقتل رجال الشرطة. من زنزانته، ورد أن هومالا دبر عملية العزل مع أعضاء الكونغرس وأنصاره من حزب الاتحاد الوطني التقدمي. تولى إدغار ألاركون، وهو عضو في الكونغرس من الحزب الاتحادي الديمقراطي وأحد المؤيدين المقربين لهومالا، المسؤولية عن عملية الإقالة ضد فيزكارا. ألاركون نفسه، وفقًا لـ فايس نيوز، كان محميًا من التهم الجنائية بالاختلاس والمكاسب النقدية غير المشروعة بسبب الحصانة البرلمانية، وهي تهم كان من الممكن أن تؤدي إلى سجنه لمدة سبعة عشر عامًا.
وزُعم أن سينروس كان قادرًا على تلقي مدفوعات يبلغ مجموعها 50000 دولار أمريكي بسبب الاتصالات في القصر الحكومي. ورد فيزكارا على إصدار التسجيلات قائلاً «لن أستقيل. ولن أهرب» وأن «الصوتيات قد جرى تعديلها والتلاعب بها للإضرار  بي؛ كما ترون، فهم يسعون عمداً إلى رفع دعوى مُرتبطة بالوظيفة، في عمل إجرامي أو سياسي، رغبة في إخراج الكلمات من سياقها وقصد اتهامي بعدم وجود مواقف. لا شيء أبعد عن الواقع».
تعرض رئيس الكونغرس مانويل ميرينو لانتقادات فيما يتعلق باستعجاله إجراءات عزل فيزكارا. لأنه بعزل فيزكارا من منصبه، فإن ميرينو سيتولى المنصب الرئاسي نظرًا لمنصبه في الكونغرس وبسبب غياب نواب رئيس فيزكارا.  في 12 سبتمبر 2020، كتب المراسل غوستافو غوريتي أن ميرينو كان لديه اتصال بالقائد العام للبحرية البيروفية، فرناندو سيردان، وأبلغه أنه سيحاول عزل فيزكارا وأنه يأمل في تولي الرئاسة. أكد وزير الدفاع خورخي شافيز أن ميرينو حاول كسب دعم مع الجيش البيروفي. صدر تقرير ثانٍ لاحقًا يفيد بأن ميرينو اتصل بالمسؤولين في جميع أنحاء حكومة بيرو أثناء التحضير لحكومة انتقالية. بعد إصدار هذه التقارير، انخفض التأييد لعزل فيزكارا بين أعضاء الكونغرس، مع تصويت الكونغرس على عدم إزالة فيزكارا من الرئاسة.

#### عزل فيزكارا
بعد فشل المحاولة الأولى، رفع حزب الاتحاد من أجل بيرو طلبًا جديدًا لشغور المنصب في أكتوبر 2020، بناءً على أعمال الفساد المزعومة التي ارتكبها فيزكارا عندما كان حاكمًا إقليميًا لموكويغوا، والتي تتضمن شهادة مقدم الطلب إلى متعاون فعال في أشارت قضية "Construction Club Case" التي ذكرت أن شركة أوبرينسا دفعت له مليون سول. في 2 تشرين الثاني/ نوفمبر، بدأ الكونغرس البيروفي إجراءات العزل بأغلبية 60 صوتًا مقابل 40 صوتًا ضدها وامتناع 18 عن التصويت. حضر فيزكارا الجلسة العامة في الكونغرس في 9 نوفمبر للدفاع عن نفسه ضد الاتهامات الموجهة إليه.
في 9 تشرين الثاني (نوفمبر) 2020، صوت ما مجموعه 105 أعضاء في الكونغرس على إزالة فيزكارا من منصبه، متجاوزًا 87 صوتًا (من أصل 130) التي كانت لا تزال مطلوبة لعزله. ميرينو، الذي خلفه كرئيس في اليوم التالي، بتفويض للعمل كرئيس حتى يوليو 2021. ووصف فيزكارا الاتهامات بأنها لا أساس لها وكاذبة، لكنه يقبل التصويت من قبل الكونغرس ووعد بعدم اتخاذ أي إجراء قانوني آخر.

## التسلسل الزمني

### 9 نوفمبر

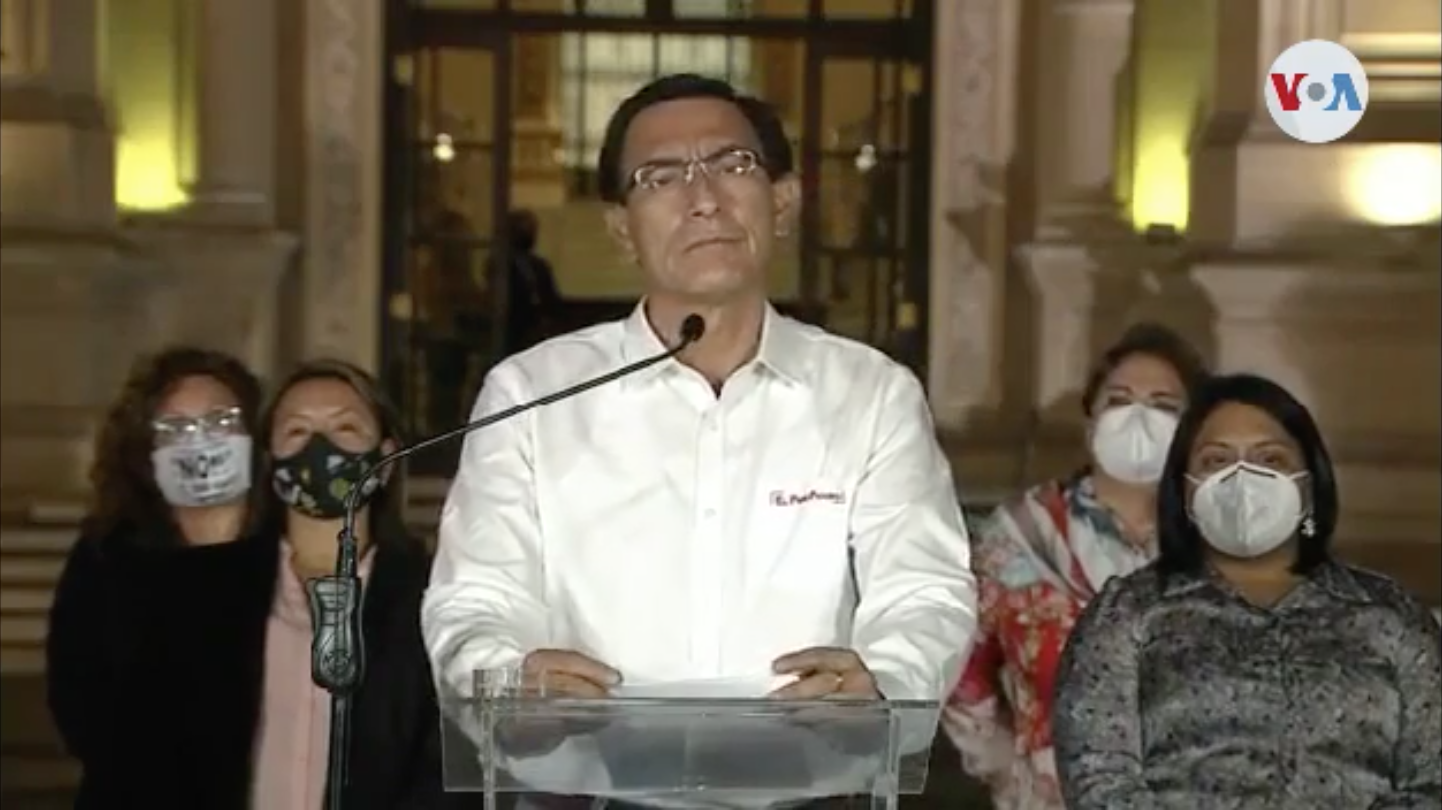
مارتن فيزكارا بعد أن عزله الكونغرس

استُدعيَ الرئيس السابق مارتن فيزكارا إلى الكونغرس في الساعة 10 صباحًا، حيث قدم فيزكارا دفاعه وبعد ذلك، جرت المناقشة حول الموافقة على شغر المنصب. مع 105 أصوات لصالح ما مجموعه 130 من أعضاء الكونغرس ، جرت  الموافقة على إعلان العجز الأخلاقي الدائم. في وقت لاحق، بدأت مجموعات من الناس والجماعات في السير نحو ساحة سان مارتن. وتحت شعار «ميرينو لا تمثلني»، بدأ الناس منذ ساعات بعد الظهر في الوصول إلى مبنى القصر التشريعي الذي حمته الشرطة.
وقع حادث في ساحة بوليفار، خارج الكونغرس، تعرض فيه عضو الكونغرس ريكاردو بورغا للهجوم من قبل شاب يبلغ من العمر 24 عامًا عندما أدلى بتصريحات لوسائل الإعلام.
كما جرت أيضًا مظاهرات في أجزاء أخرى من البلاد. ومن بينهم تشيكلايو وأريكويبا وتروجيلو.

### 10 نوفمبر
في التاسعة صباحًا، نُظّمت مظاهرات في مدن مختلفة من البلاد رفضًا لتنصيب رئيس الكونغرس مانويل ميرينو.
وتحت شعارات «ميرينو لا يمثلني»، «ميرينو ليس رئيسي»، انطلق مظاهرات منذ الصباح الباكر في اتجاه القصر التشريعي، الذي أوقفتها فرقة من الشرطة. تحركت مجموعة أخرى إلى ساحة سان مارتين، وقامت الشرطة بتقييدهم باستخدام الغاز المسيل للدموع وشرعت في إجراء اعتقالات. ووقعت اضطرابات أخرى بين المتظاهرين والشرطة في جيرون دي لا أونيون، في حين تم تفريق المتظاهرين أثناء محاولتهم الاقتراب بشكل جماعي من قصر الحكومة في بيرو.
تم تسجيل مظاهرات واعتقالات مختلفة في مناطق ومدن البلاد، مثل أريكيبا وتروجيلو وتشيكلايو ووانكاشو وإكيتوس. مئات من الاشخاص تجمعوا في الساحات الرئيسية وشوارع أقاليم كوزكو، آبوريماك، تاكنا وبونو. في منطقة لوريتو، وصف بعض قادة مجتمعات السكان الأصليين قرار البرلمان بأنه مخجل، وأشاروا إلى أنهم سينظمون احتجاجات للتعبير عن رفضهم التام للإجراءات  ضد الرئيس السابق فيزكارا. في بيورا، كانت هناك اشتباكات في ساحة إجناسيو ميرينو. في كوسكو، استخدمت الشرطة قنابل الغاز المسيل للدموع لاحتواء المتظاهرين وتفريقهم.
بعد الظهر، تم تفريق المتظاهرين عندما تجمعوا في ساحة سان مارتين، استخدمت الشرطة الغاز المسيل للدموع لتفريقهم، وفقًا لرئيس منطقة شرطة ليما خورخي لويس كاياس، لتجنب الاتصال بين الشرطة والمتظاهرين ومنع الإصابات المحتملة. من جائحة فيروس كورونا في بيرو.

### 11 نوفمبر
وكوسيلة للحفاظ على تدابير التباعد الاجتماعي والاحتجاج السلمي، نفذ مئات المتظاهرين، ولا سيما في بعض أحياء ليما والمدن الكبرى الأخرى في البلاد، كصرلآزو في قطاعات بها مباني سكنية متعددة الأسر و«أبواق» في الشوارع. ضد حكومة مانويل ميرينو الجديدة ودعمًا للرئيس المنتهية ولايته فيزكارا.

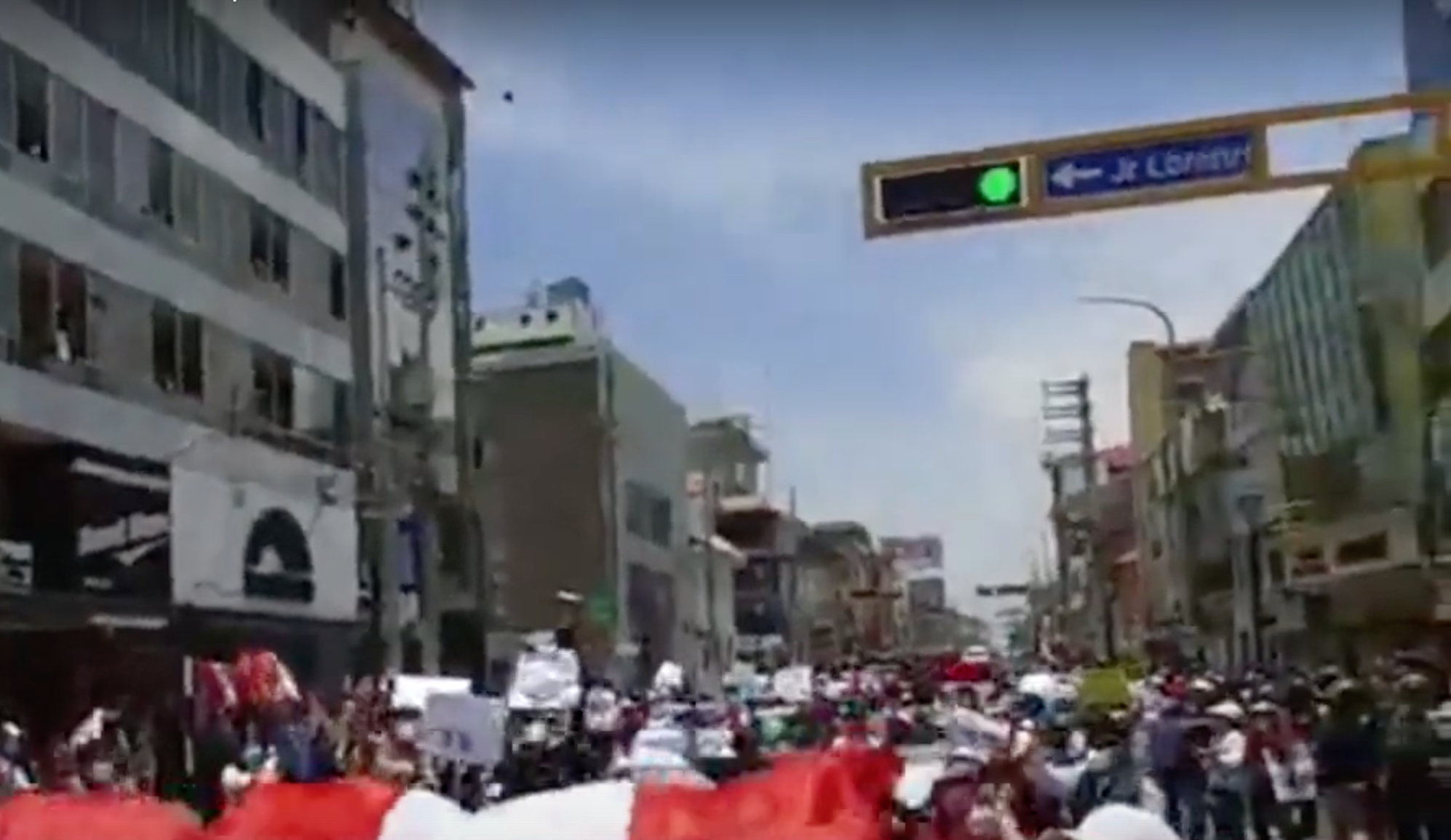
احتجاجات في وانكاشو في 11 نوفمبر 2020

خلال هذا اليوم كانت هناك مظاهرات سلمية في وسط مدينة ليما، هناك أيضًا مظاهرات في مناطق أخرى من ليما مثل ميرافلوريس، وصلت مجموعات من الشباب في Surco أمام هيئة الرقابة الوطنية للتعليم العالي الجامعة (SUNEDU) للمطالبة باحترام الاستقلالية في ترخيص الجامعات واستقلالية هذه المؤسسة.  في هوانكافليكا، حاول حوالي 5000 شخص السيطرة على محطة مانتارو للطاقة الكهرومائية، وتم تفريقهم بقنابل الغاز المسيل للدموع التي ألقتها الشرطة. في بويرتو مالدونادو، أصيب 20 محتجزًا وصحفي واحد بعد المظاهرات.
رفضت لجنة العدل وحقوق الإنسان التابعة لكونغرس الجمهورية استدعاء نائب القائد العام للشرطة الوطنية في بيرو للإدلاء بشهادته بشأن الاعتقالات وسط الاحتجاجات.

### 12 نوفمبر

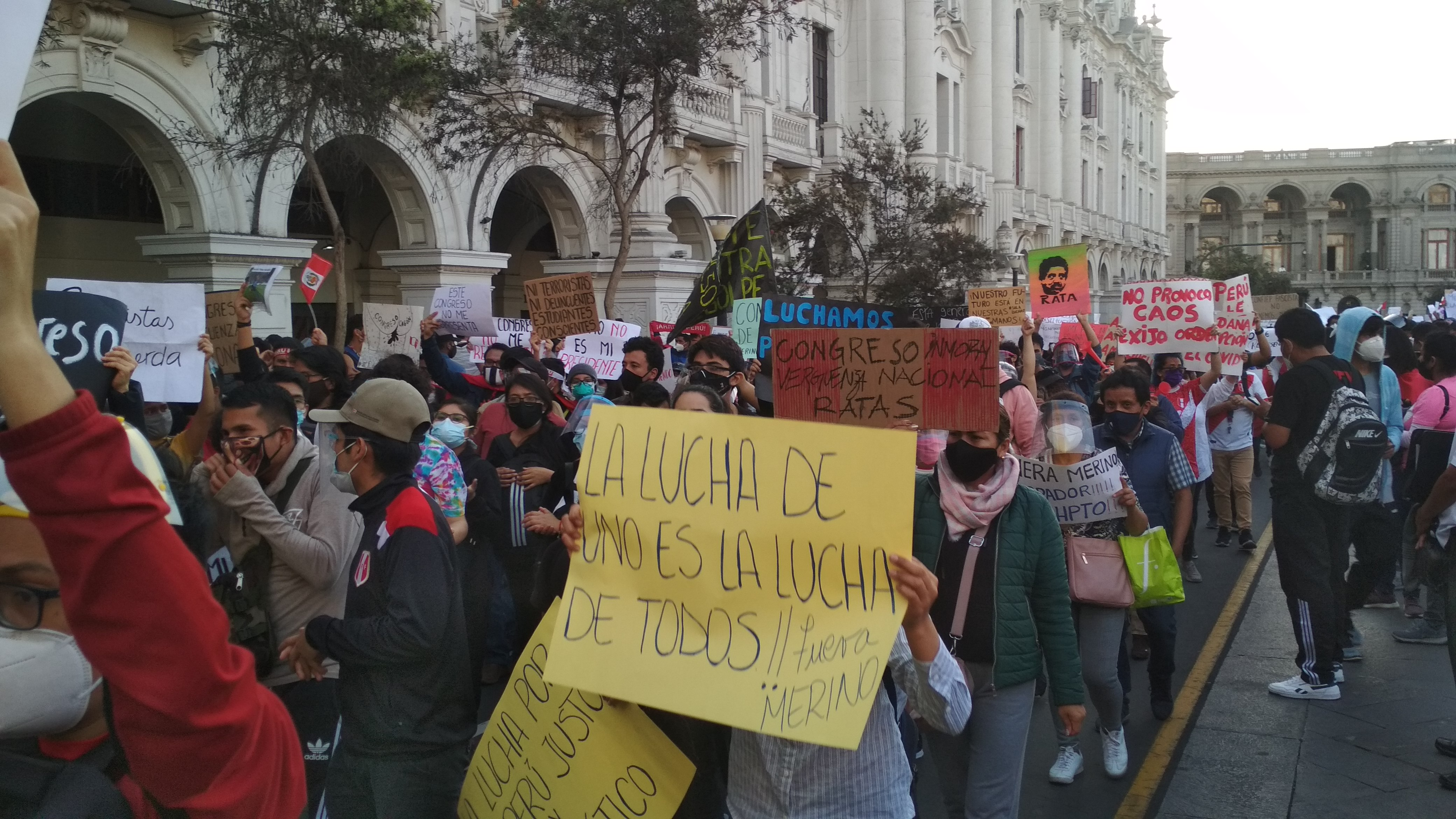
المسيرة الوطنية الكبرى، احتجاجات في ليما في 12 نوفمبر 2020

في 12 نوفمبر، تم تنظيم مسيرة وطنية، ومقرها الرئيسي في بلازا سان مارتين للمطالبة باستقالة الرئيس مانويل ميرينو، وانظلقت في الخامسة عصرًا.
وصل المطرب المثير للجدل ريتشارد سيسنيروس قبل الساعة الخامسة مساءً بدقائق، وهو أمر لم يراه المتظاهرون جيدًا الذين شرعوا في إخلائه.  لم يكن لدى المغني خيار سوى اللجوء إلى مطعم للوجبات السريعة. ابتداءً من الساعة الخامسة بعد الظهر، بدأ آلاف الأشخاص في الوصول إلى بلازا سان مارتين، مع حشد كبير في وسط ليما. ووقعت اشتباكات خلال الليل مع الشرطة. وبدأت قوات النظام بإطلاق الرصاص المطاطي، كما أطلقت قنابل الغاز المسيل للدموع.
تحت شعارات: «ميرينو لا تمثلني» ، «بيرو أنا أحبك ، لهذا السبب أنا أدافع عنك»، من بين الأغاني الأخرى، في أجزاء مختلفة من بيرو، تظاهر آلاف المواطنين بسلام ضد حكومة مانويل ميرينو، حيث كانت ليما هي المكان الرئيسي للمسيرة. تم تسجيل احتجاجات في مدن مثل: تروخيو وأريكيبا وإكيتوس وشيمبوتي وهواراس وتشيكلايو. في كوسكو، تجمع ما يقرب من 18000 شخص في الساحة الرئيسية بالمدينة، حيث ظهرت وفود من الراقصين والفرق الموسيقية لتحريك المظاهرات. في تومبيس، مسقط رأس الرئيس، تومبيس نزل أكثر من ألف شخص إلى الشوارع للاحتجاج على حكومته. في تاكنا، طالب المتظاهرون بتغيير جذري في الدستور النيوليبرالي وأعربوا عن رفضهم لحكومة مانويل ميرينو.
نظرًا لتجمع عدد كبير من الأشخاص، قامت الشرطة الوطنية في بيرو بإلقاء الغاز المسيل للدموع والرصاص المطاطي والكريات بشكل عشوائي ليلاً لتفريق المتظاهرين عند مفترق الطرق بين نيكولاس دي بيرولا والطرق. أبانكاي، في ليما. وأفادت الأنباء أن أحد العناصر المخترقة من مجموعة تيرنا أطلق أعيرة نارية في الهواء عندما تم توبيخه على التسلل.

### 13 نوفمبر
خلال النهار لم تكن هناك تحركات كبيرة في العاصمة. ومع ذلك، تم حشد مئات الأشخاص عبر منطقة لا مولينا، ووصل بعضهم إلى منزل رئيس مجلس الوزراء أنتيرو فلوريس-أراوز؛ كما قدم العشرات إلى منطقة سان بورخا للتظاهر خارج منزل الرئيس مانويل ميرينو. ووقعت اشتباكات خلال الليل بين الشرطة والمتظاهرين بالقرب من منزل رئيس الوزراء أنتيرو فلوريس-أراوز حيث لم يُسمح لهم بمواصلة التقدم في التعبئة؛ حالة مماثلة حدثت أمام منزل الرئيس مانويل ميرينو، حيث قامت الشرطة بدفع وضرب المتظاهرين بالعصي.
لم تصدر وزارة شؤون المرأة ولا أي هيئة أخرى تدافع عن حقوق المرأة أي بيان بخصوص الحادث.

### 14 نوفمبر

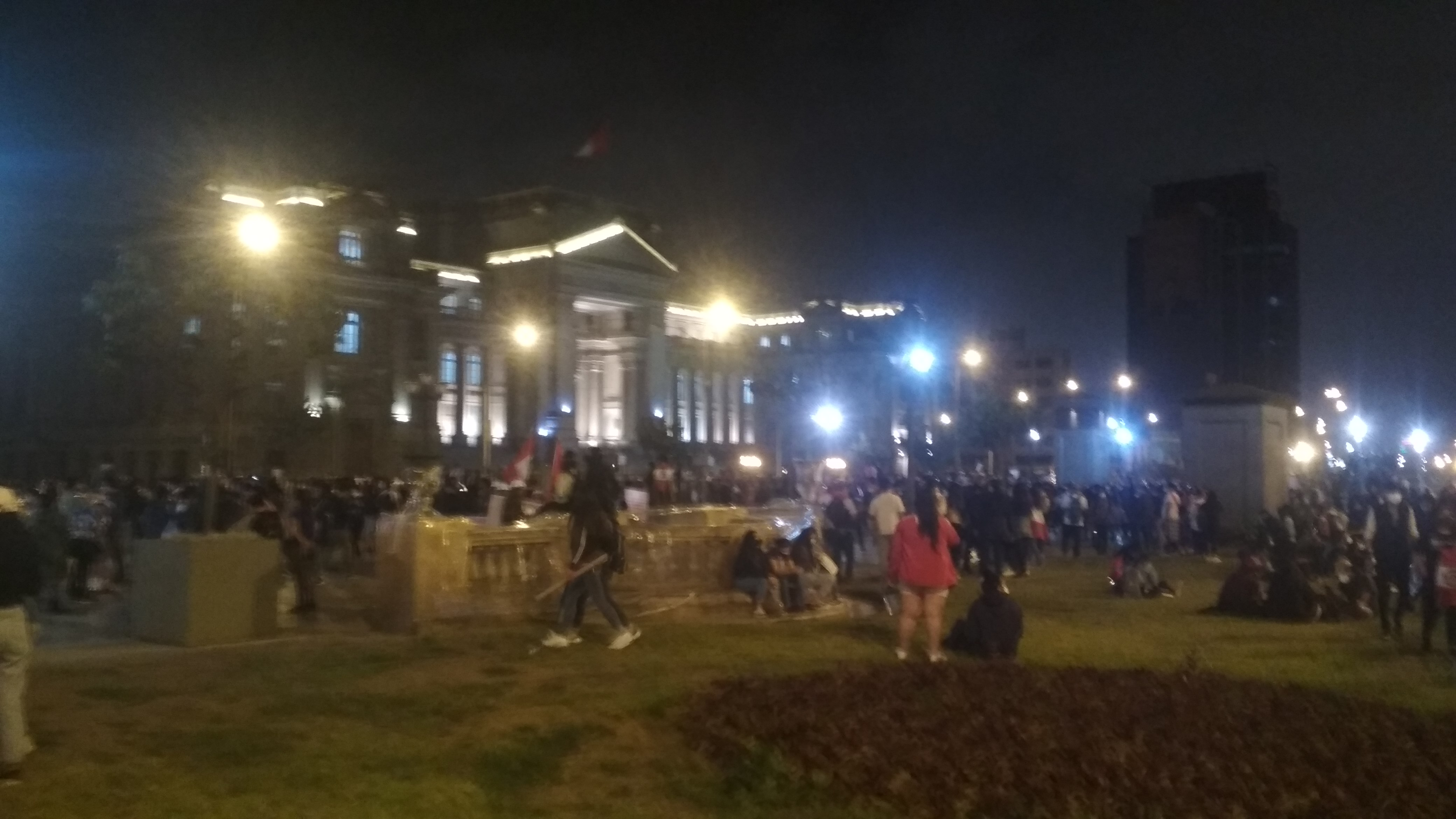
تجمعت مجموعات من المتظاهرين ليلة 14 نوفمبر / تشرين الثاني في باسيو دي لوس هيروز نافاليس أمام قصر العدل في ليما.

ومن خلال شبكات اجتماعية مختلفة، تم الإعلان عن مسيرة وطنية ثانية واصل فيها المواطنون الاحتجاج ضد حكومة مانويل ميرينو للمطالبة باستقالته.
في الساعة 2:30 بعد الظهر تم استدعاء المسيرة الوطنية الثانية. اجتمعوا في ليما في بلازا سان مارتين، وتجمعوا أيضًا في أجزاء مختلفة من البلاد. وحدث قمع شديد من قبل الشرطة في مدينة ليما  حيث ألقوا الغاز المسيل للدموع والكريات على المتظاهرين. وفي هذا الصدد، كان هناك العديد من الإصابات من المتظاهرين، بينهم صحفي من المكسيك تابع لشبكة تيلفيزا الذي أصيب بجروح خطيرة. من ناحية أخرى، تم الإبلاغ عن أعطال في خدمة الإنترنت عبر الهاتف المحمول أثناء التعبئة.
في الليل، تم التأكد من مقتل أول شخص في الاحتجاجات، وهو شاب يبلغ من العمر 22 عامًا يُدعى جاك بريان بينتادو سانشيز، الذي وصل ميتًا إلى مستشفى غييرمو المنارة بعد مشاركته في مظاهرة ضد الحكومة.

### 15 نوفمبر
في وقت مبكر من يوم 15، تم التأكيد على وفاة متظاهر، في مستشفى جراو للطوارئ بعد الاحتجاجات. في الساعات الأولى من الصباح ، أثيرت تكهنات حول رحلة الرئيس ميرينو من البلاد بعد أن تم الإبلاغ عن إغلاق مطار خورخي تشافيز الدولي من قبل مشغل مطار ليما بارتنرز.

## ردود الفعل

### دولي

#### الهيئات الدولية
- منظمة الدول الأمريكية – أعرب الأمين العام لمنظمة الدول الأمريكية لويس ألماغرو عن قلقه بشأن الوضع السياسي الحالي في بيرو، في سياق جائحة فيروس كورونا 2019.[99] وأعربت لجنة البلدان الأمريكية لحقوق الإنسان عن قلقها إزاء الأزمة التي نشأت بعد شغور منصب الرئيس السابق فيزكارا.[100]
- الأمم المتحدة - صرحت الأمم المتحدة بأنها تلقت «معلومات مقلقة» حول المظاهرات، كما أشارت إلى أنها وجدت أن ضباط شرطة يرتدون ملابس مدنية قد شرعوا في الاعتقالات التعسفية خلال الاحتجاجات. وبهذا المعنى،أكدت على أن الشرطة الوطنية في بيرو يجب أن تمتنع عن استخدام القوة «بطريقة غير مشروعة ومفرطة وتعسفية».[101]

#### الحكومات
- الأرجنتين – صرح وزير الخارجية «نحن نثق في الالتزام بإجراء انتقال ديمقراطي واحترام العملية الانتخابية الجارية»، معتبرا أنه «انتقال صعب».[102]
- البرازيل –  أصدرت وزارة الخارجية بيانا جاء فيه: « ترحب الحكومة البرازيلية بإعلان الحكومة الجديدة التي جرى بموجبها إعادة التأكيد على الجدول الزمني للانتخابات الجارية، مع تحديد موعد الانتخابات في 11 أبريل 2021، وتعرب عن ثقتها في أن المؤسسات البيروفية ستكون قادرة على تلبية الرغبات والثقافة الديمقراطية لشعوبهم».[103]
- تشيلي – أصدرت وزارة الخارجية بيانا جاء فيه: «تتمنى حكومة تشيلي لرئيس جمهورية بيرو الجديد أداءً جيدًا في إدارته، لصالح جميع البيروفيين، وتتعهد بأن تستمر العملية السياسية في مسارها من خلال القنوات المؤسسية لسيادة القانون والنظام الديمقراطي.»[104]
- السلفادور – أصدر رئيس السلفادور نجيب أبو كيلة بياناً جاء فيه: «في بيرو، عزل الكونغرس الرئيس وعين بدلاً منه رجل أعمال، رئيساً مؤقتاً. الناس في الشوارع يجعلون حكومة الانقلاب بأكملها تستقيل، واحدا تلو الآخر. السلفادور لا تعترف بحكومة انقلاب ميرينو»[105]
- باراغواي – أصدرت وزارة الخارجية بيانا جاء فيه: «تعرب حكومة جمهورية باراغواي، من خلال وزارة الخارجية، عن تمنياتها بالنجاح لرئيس جمهورية بيرو، السيد مانويل ميرينو، في ختام الولاية الرئاسية 2016-2021. وتشجع باراغواي، بوصفها بلدا شقيقا لبيرو، الذي تربطه به علاقات ثنائية وإقليمية وثيقة، على مواصلة السير على طريق احترام الديمقراطية وسيادة القانون».[106]
- الأورغواي – أصدرت وزارة الخارجية بيانًا جاء فيه: «تولى مانويل ميرينو رئاسة جمهورية بيرو من أجل استكمال الفترة الدستورية 2016-2021. وحكومة جمهورية أوروغواي الشرقية على ثقة بأن العملية السياسية ستواصل مسارها من خلال القنوات المؤسسية لسيادة القانون والنظام الديمقراطي، لصالح بيرو وجميع مواطني بيرو».[107]

### داخليا

#### المؤسسات
وأشار مكتب أمين المظالم إلى أن الشرطة يجب أن تستخدم القوة بشكل متناسب وألا تتجاوزها. وأمرت وزارة الشؤون العامة النيابة العامة بتنفيذ إجراءات عاجلة لضمان حقوق الشعب خلال أيام من الاحتجاجات. واستنكر المنسق الوطني لحقوق الإنسان عدم احترام حقوق المحتجزين في أقسام الشرطة. وأشارت جامعة سان ماركوس الوطنية، في بيان، «إلى رفضها أي عمل سياسي ينتهك الحكم والنظام الدستوري».

#### سياسيون
أشارت المرشحة الرئاسية السابقة فيرونيكا فاني مندوزا إلى الوضع الحالي، قائلة إنه إذا تولى مانويل ميرينو رئاسة بيرو ، فإن ولايته ستكون غير شرعية.
وصرح المرشح الرئاسي الأولي خوليو غوزمان، زعيم الحزب الأرجواني، في صباح يوم 10 نوفمبر 2020، بما يلي على تويتر: «لن يحضر مورادا بانك أداء اليمين لمانويل ميرينو لرئاسة بيرو. لن نشارك في استيلاء غير مشروع على السلطة».
واعتبر الرئيس السابق أويانتا هومالا أنه من الحماقة عزل مارتن فيزكارا بالنظر إلى الوضع في بيرو، ويرجع ذلك جزئيًا إلى الوباء، على الرغم من أنه يجب التحقيق معه.